# 1967 en Saskatchewan
Chronologie de la Saskatchewan
- 1963
- 1964
- 1965
- 1966
- 1967
- 1968
- 1969
- 1970
- 1971

Cette page concerne des événements d'actualité qui se sont produits durant l'année 1967 dans la province canadienne de la Saskatchewan.

## Politique
- Premier ministre : Ross Thatcher
- Chef de l'Opposition :
- Lieutenant-gouverneur : Robert L. Hanbidge
- Législature :

## Événements
- 13 juillet : érection de l'Archidiocèse de Keewatin-Le Pas du nord des provinces Ontario, Manitoba et Saskatchewan, de l'Archidiocèse de Grouard-McLennan en Alberta, du Diocèse de Moosonee et du Diocèse de Mackenzie-Fort Smith dans les territoires du nord-ouest.

- 11 octobre : élection générale saskatchewanaise.

## Naissances

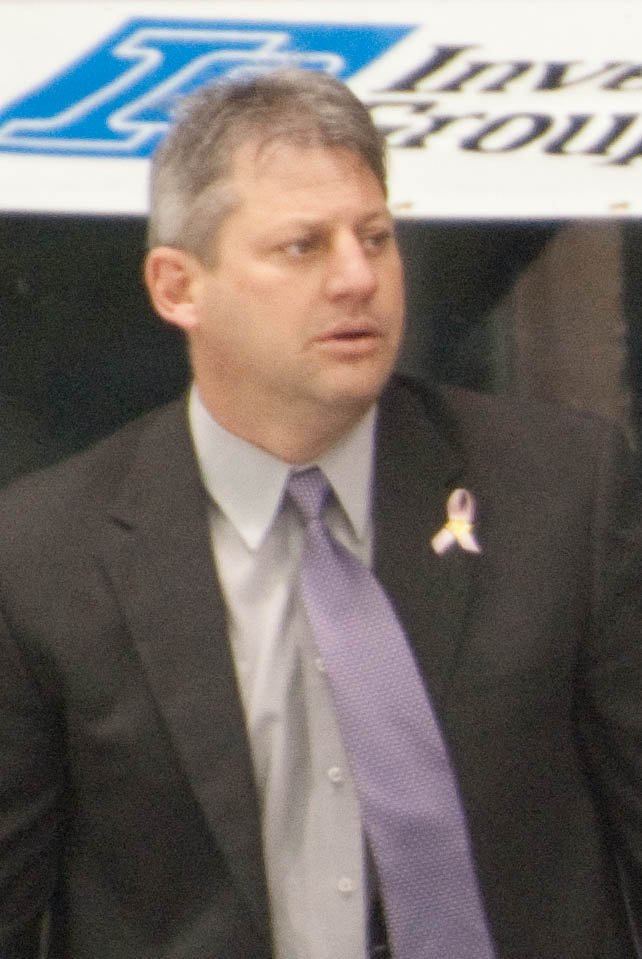
Curtis Hunt

- 28 janvier : Curtis Hunt (né à North Battleford) est un joueur professionnel retraité de hockey sur glace qui évolue présentement pour les Senators de Binghamton au poste d'entraîneur-chef.

- 8 février : Rachel Cusk, née le 8 février 1967 à Saskatoon, est une écrivaine anglaise.